# 古正教全地信仰と古沿海派非婚派のクリスチャン
古正教全地信仰と古沿海派非婚派のクリスチャン（ロシア語: Христиане древлеправославного кафолического вероисповедания и благочестия старопоморского безбрачного согласия、非公式呼称：федосеевцы、英語: Fedoseevtsy）は、フェドセーエフツィ、フェドセーエフ派、スタロポモールツィとも呼ばれるキリスト教・ロシア正教古儀式派の無司祭派（無僧派）における教派の一つ。
モスクワ州セルプホフ市（г. Серпухов）、同ヴォスクレセンスク市（г. Воскресенск）、ブリャンスク州ズルィンカ市（г. Злынка）、及びタタールスタン共和国カザン市、モスクワのプレオブラジェンスキー・バール（Преображенский бал）などに共同体（общество）が存在する。各共同体は同格であるがモスクワのプレオブラジェンスコエ共同体が指導的な位置を占める。信者数は約一万人。

## 特徴
- 結婚の否定。
- 反キリストが世界を支配しているという確信。
- ロシアの政府が完全に堕落しているという確信。
- ツァーリのための祈りの拒否。